# Odensala socken
Odensala socken i Uppland ingick i Ärlinghundra härad och är sedan 1971 en del av Sigtuna kommun, från 2016 inom Husby-Ärlinghundra och Odensala distrikt.
Socknens areal är 54,07 kvadratkilometer, varav 53,47 land. År 1953 fanns här 903 invånare. Sockenkyrkan Odensala kyrka ligger i socknen. 

## Administrativ historik
Odensala socken har medeltida ursprung. 
Vid kommunreformen 1862 övergick socknens ansvar för de kyrkliga frågorna till Odensala församling och för de borgerliga frågorna till Odensala landskommun. Landskommunen inkorporerades 1952 i Märsta landskommun som 1971 uppgick i Sigtuna kommun. Församlingen uppgick 1998 i Husby-Ärlinghundra församling.
1 januari 2016 inrättades distriktet Husby-Ärlinghundra och Odensala, med samma omfattning som Husby-Ärlinghundra församling hade 1999/2000 och fick 1998, och vari detta sockenområde ingår.
Socknen har tillhört län, fögderier, tingslag och domsagor enligt vad som beskrivs i artikeln Ärlinghundra härad. De indelta soldaterna tillhörde Upplands regemente, Hundra Härads kompani och Sigtuna kompani, samt Livregementets dragonkår, Livskvadronen, livkompaniet.

## Geografi
Odensala socken ligger nordost om Sigtuna. Socknen är i sydväst och nordväst odlat slättland och är i övrigt en småkuperad skogsbygd.

## Fornlämningar
Från bronsåldern finns spridda gravrösen, skärvstenshögar och skålgropar . Från järnåldern finns 66 gravfält, stensträngar och fem fornborgar. Ett 20-tal runristningar har påträffats. Silverfyndet Sundvedaskatten påträffades 2008.

## Namnet
Namnet skrevs 1286 Othinsharg och innehåller gudanamnet Oden och harg här syftande på en sakral plats.